# Campionati norvegesi di sci alpino 1963
I Campionati norvegesi di sci alpino 1963 si svolsero a Oppdal tra il 1º e il 3 marzo; furono assegnati i titoli di discesa libera, slalom gigante, slalom speciale e combinata, sia maschili sia femminili.

## Risultati

### Uomini

#### Discesa libera
| Pos. | Atleta             | Nazione  |
| ---- | ------------------ | -------- |
| 1    | Arild Holm         | Norvegia |
| 2    | Jon Terje Øverland | Norvegia |
| 3    | Halvor Malm        | Norvegia |

Data: 1º marzo

#### Slalom gigante
| Pos. | Atleta             | Nazione  |
| ---- | ------------------ | -------- |
| 1    | Arild Holm         | Norvegia |
| 2    | Jon Terje Øverland | Norvegia |
| 3    | Halvor Malm        | Norvegia |
| 3    | Oddvar Rønnestad   | Norvegia |

Data: 2 marzo

#### Slalom speciale
| Pos. | Atleta      | Nazione  |
| ---- | ----------- | -------- |
| 1    | Arild Holm  | Norvegia |
| 2    | Lasse Hamre | Norvegia |
| 3    | Håkon Mjøen | Norvegia |

Data: 3 marzo

#### Combinata
| Pos. | Atleta             | Nazione  |
| ---- | ------------------ | -------- |
| 1    | Arild Holm         | Norvegia |
| 2    | Lasse Hamre        | Norvegia |
| 3    | Jon Terje Øverland | Norvegia |

Data: 1º-3 marzo

### Donne

#### Discesa libera
| Pos. | Atleta          | Nazione  |
| ---- | --------------- | -------- |
| 1    | Kirsten Aune    | Norvegia |
| 2    | Jorun Sandvik   | Norvegia |
| 3    | Brita Stensheim | Norvegia |

Data: 1º marzo

#### Slalom gigante
| Pos. | Atleta         | Nazione  |
| ---- | -------------- | -------- |
| 1    | Astrid Sandvik | Norvegia |
| 2    | Bente Aanjesen | Norvegia |
| 3    | Kirsten Aune   | Norvegia |

Data: 2 marzo

#### Slalom speciale
| Pos. | Atleta         | Nazione  |
| ---- | -------------- | -------- |
| 1    | Astrid Sandvik | Norvegia |
| 2    | Else Nordhagen | Norvegia |
| 3    | Berit Strand   | Norvegia |

Data: 3 marzo

#### Combinata
| Pos. | Atleta          | Nazione  |
| ---- | --------------- | -------- |
| 1    | Brita Stensheim | Norvegia |
| 2    | Kirsten Arnesen | Norvegia |
| 3    | Brit Røhne      | Norvegia |

Data: 1º-3 marzo